# حبلة أمامية
في الحبل الشوكي، تؤخذ معظم جوانب حزمة جذور العصب الأمامي كخط فاصل يفصل المنطقة الجانبية الأمامية إلى جزئين: "حبلة أمامية، بين الشق الأمامي الوسيط للنخاع الشوكي ومعظم جانب جذور العصب الأمامي؛ والحبلة الوحشية، بين الجذور والتلم الخلفي الوحشي للنخاع.